# Carinthilota parapsidalis
Carinthilota parapsidalis är en stekelart som beskrevs av Fischer 1975. Carinthilota parapsidalis ingår i släktet Carinthilota och familjen bracksteklar. Inga underarter finns listade.